# José Torquato de Araújo Barros
José Torquato de Araújo Barros (? — ?) foi um político brasileiro.
Foi presidente da província de Alagoas, de 26 de novembro a 28 de dezembro de 1878.